# Rosochów
Rosochów – wieś sołecka w Polsce położona w województwie mazowieckim, w powiecie grójeckim, w gminie Belsk Duży.
Rosochów to miejscowość sadowniczo-rolnicza z przewagą kultur sadowniczych – produkcja jabłek, gruszek, śliwek, porzeczek, czereśni, wiśni, aronii, a także uprawa zboża. 
Nazwa wsi pochodzi od licznych tu dawniej wierzb rosochatych. W miejscowości znajduje się dwór z początku XX wieku.
Rosochów ma bezpośredni dostęp do rezerwatu Modrzewina.
Dawniej w miejscowości Rosochów dawał koncerty Aleksander Wielchorski, uczeń Siergieja Iwanowicza Taniejewa. Rosochów był wówczas majątkiem ziemskim, do dziś pozostał pałacyk, zmodernizowany oraz zamieszkany, a także bruk pod drogą powiatową relacji Sadków Szlachecki – Lewiczyn.

## Położenie
W latach 1975–1998 miejscowość administracyjnie należała do województwa radomskiego.
W Rosochowie krzyżują się drogi powiatowe relacji: Sadków Szlachecki – Lewiczyn oraz Grójec – Rożce

## Drogi i media
Obydwie te drogi są w całości utwardzone, o zmodernizowanej nawierzchni na odcinku Rosochów – Złota Góra o długości ok. 4 km. Droga Lewiczyn – Sadków Szlachecki modernizowana w latach 1999–2005 na odcinku Rosochów – Belsk Duży i w latach 2009–2010 na odcinku Rosochów – Sadków Szlachecki.
Rosochów posiada prąd, gaz, sieć telekomunikacyjną, a także wodociągową.

## Komunikacja
Do Rosochowa można dojechać autobusem oddziału PKS Grójec.